# Victaphanta atramentaria
Victaphanta atramentaria är en snäckart som först beskrevs av Robert James Shuttleworth 1852.  Victaphanta atramentaria ingår i släktet Victaphanta och familjen Rhytididae. IUCN kategoriserar arten globalt som nära hotad. Inga underarter finns listade i Catalogue of Life.